# Ханнибал (Миссури)
Ха́ннибал или устаревшее А́ннибал, Ганниба́л (англ. Hannibal) — город близ границы округов Марион и Ролс в штате Миссури в США.
Ханнибал находится на пересечении ряда важнейших автомобильных — I-72, US 24, US 36, US 63 — и железных дорог, приблизительно в 160 километрах к северо-западу от Сент-Луиса.
Население города, по данным переписи 2010 года, составляло 17 606 человек. Ханнибал известен как малая родина Марка Твена.

## История

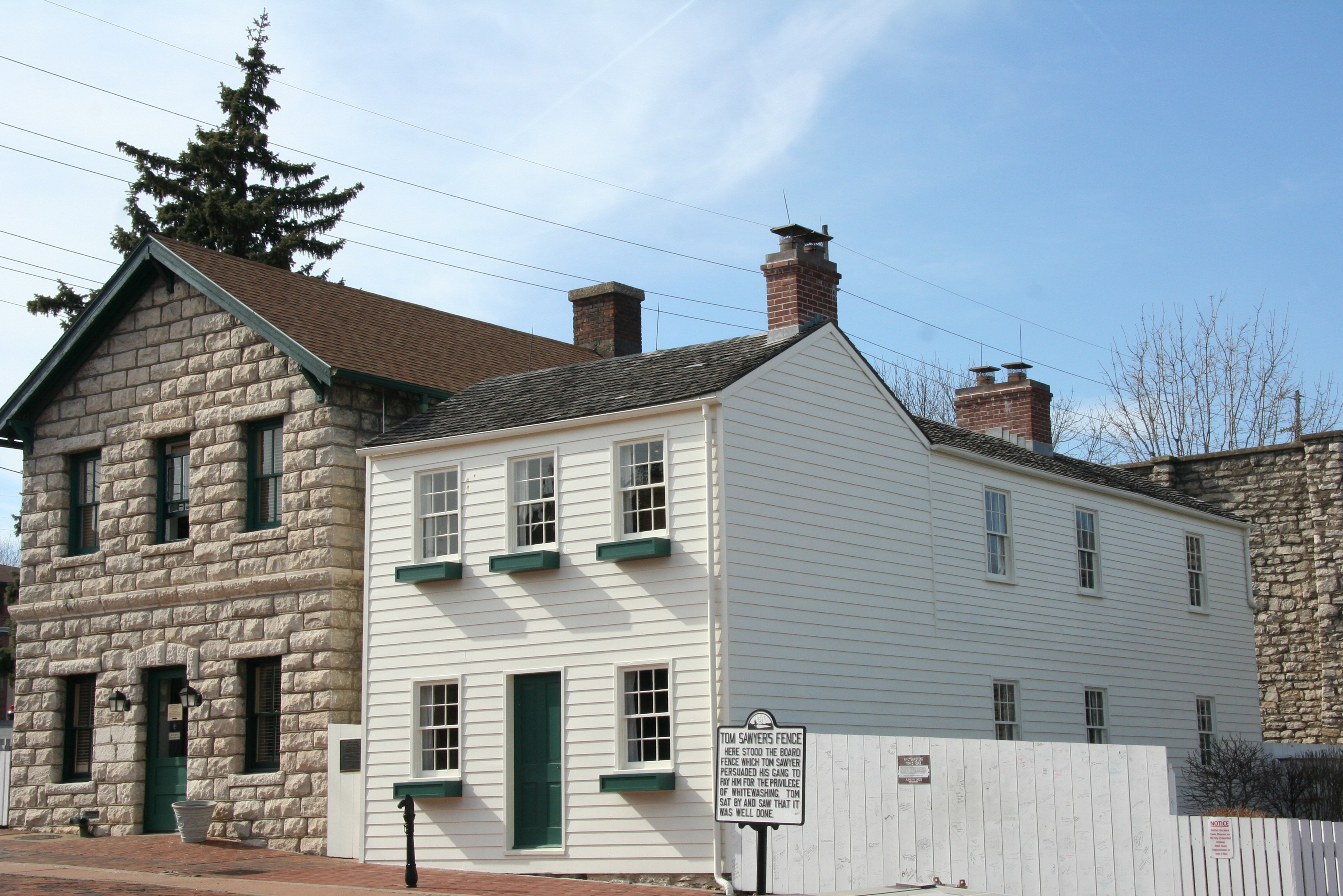
Дом, в котором вырос Марк Твен

Город, где с четырёхлетнего возраста жил будущий Марк Твен (Сэмюэл Ленгхорн Клеменс),  вдохновил писателя на романы «Приключения Тома Сойера» и «Приключения Гекльберри Финна». Множество исторических мест в Ханнибале и окрестностях связано с Марком Твеном и изображено в его произведениях. Город привлекает туристов со всего мира. Музей Марка Твена (действующий в доме, где вырос писатель), который отметил своё столетие в 2012 году, принимал посетителей из всех пятидесяти штатов США и не менее чем из шестидесяти стран мира. Туризм приносит выгоду местным жителям и городу.
Поселение Ханнибал было основано в 1819 году Мозесом Бейтсом и названо по имени бухты Ханнибал (сейчас известной как Медвежья бухта). Топоним в конечном счете происходит от полководца древнего Карфагена Ганнибала. Ранее здесь были поселения коренных обитателей и первопроходцев. В 1830 году в посёлке насчитывалось всего 30 жителей, а к 1850 году численность населения города благодаря железным дорогам и реке Миссисипи достигла 2020 человек. В 1843 году поселение поглотило поселок Саут-Ханнибал. В 1845 году Ханнибал получил статус города. Город служил региональным центром торговли скотом и зерном, а также другими продуктами местного производства, такими как цемент и обувь, вплоть до настоящего времени.
Цемент для небоскрёба Эмпайр-стейт-билдинг и Панамского канала был произведён компанией Atlas Portland Cement в расположенном поблизости заводском поселке Иласко (невключённая территория Савертон).

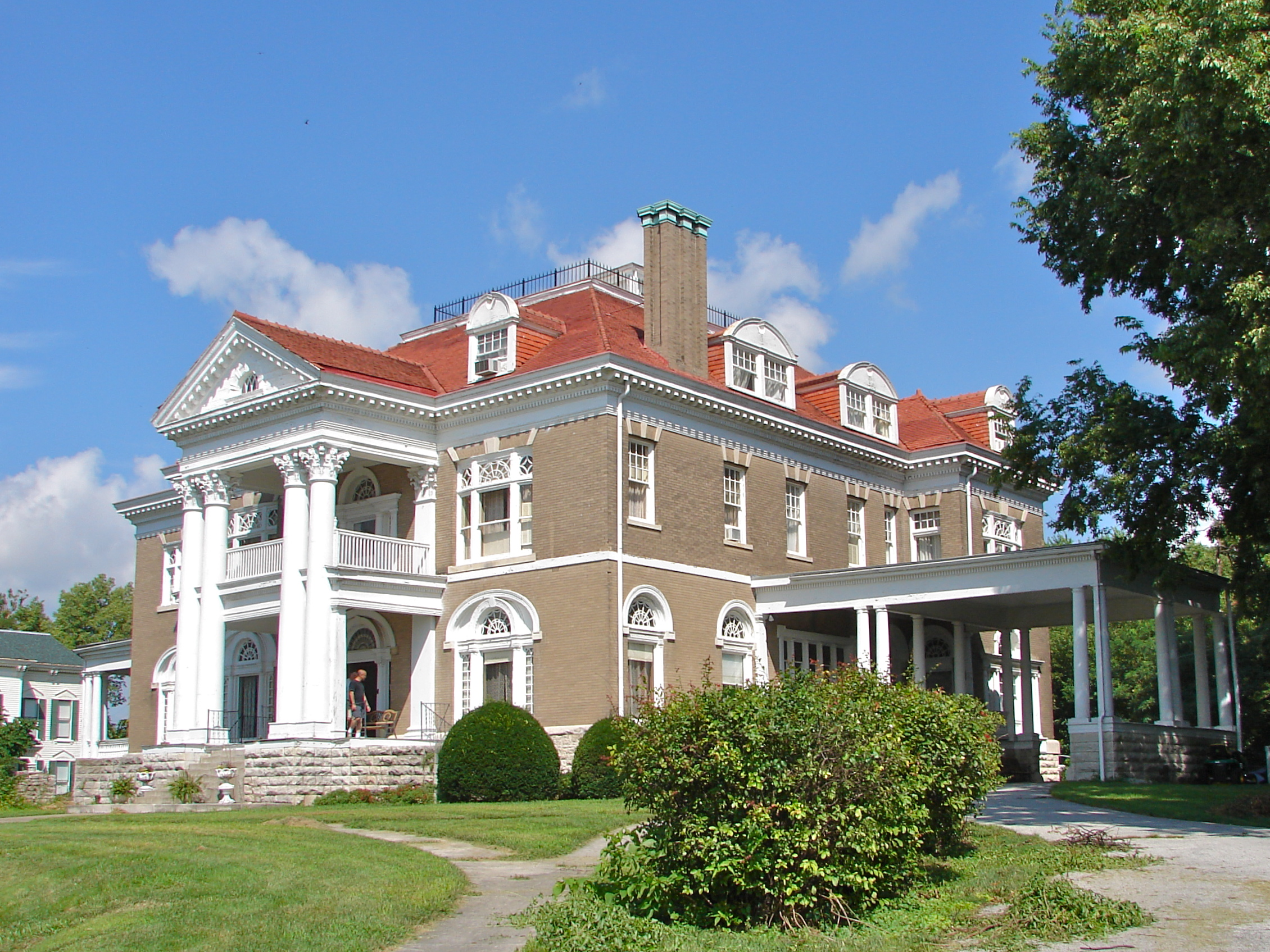
Дворец Роклиффа

Ханнибал был третьим по величине городом в штате, когда весной 1846 года в офисе Джона Клеменса, отца Марка Твена, организовали строительство железной дороги через штат, соединившей Ханнибал со вторым по величине (на тот период) городом —  Сент-Джозефом, расположенным в северо-западной части штата. Эта железная дорога стала первой на западе; она использовалась, в частности, для перевозки почты компанией «Пони-экспресс».

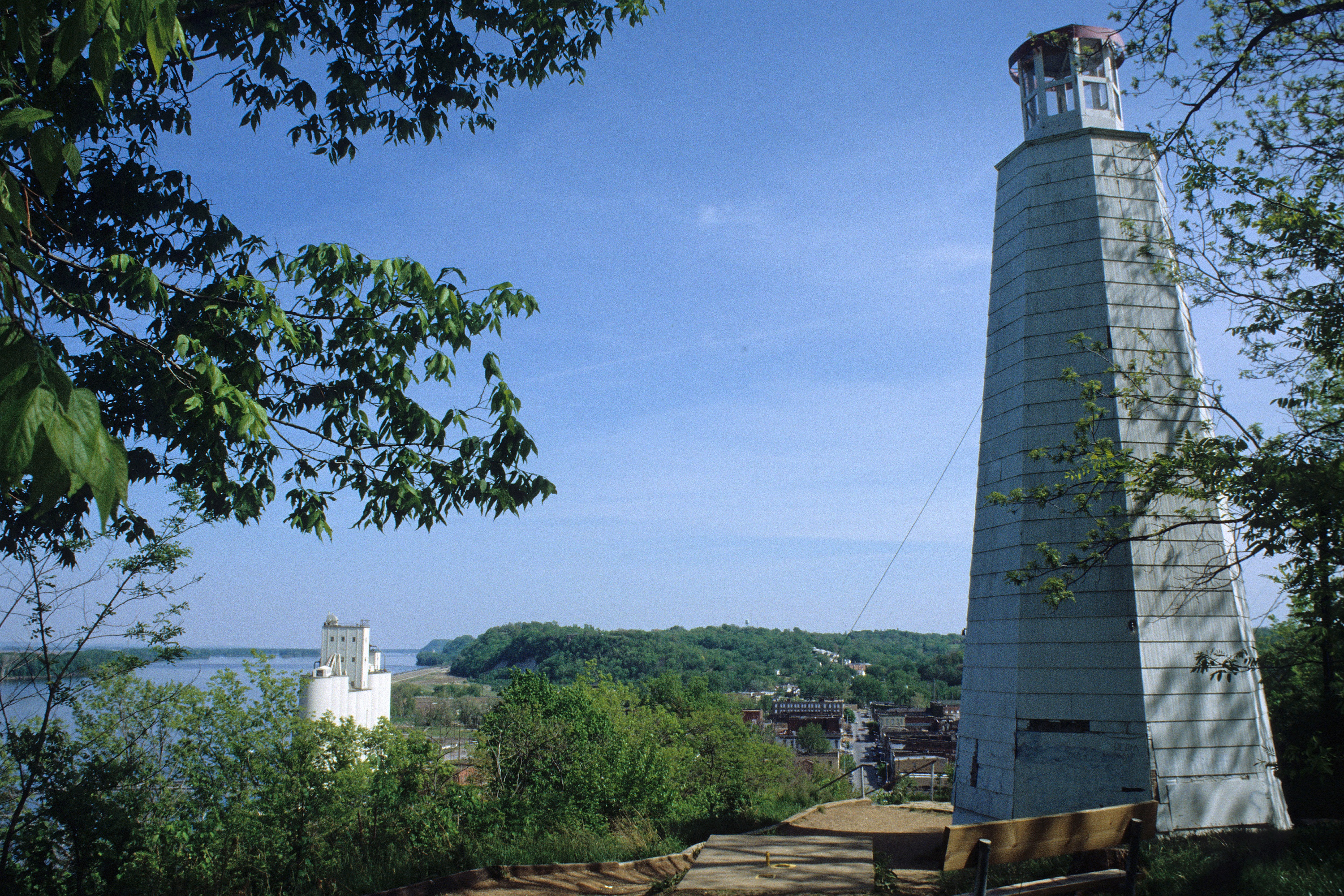
Мемориальный маяк Марка Твена

Мемориальный маяк Марка Твена, построенный в 1933 году, трижды зажигали  президенты — Франклин Рузвельт, Джон Кеннеди и Билл Клинтон. 
Дворец Роклиффа, расположенный на холме в Ханнибале, внесён в национальный реестр исторических мест.

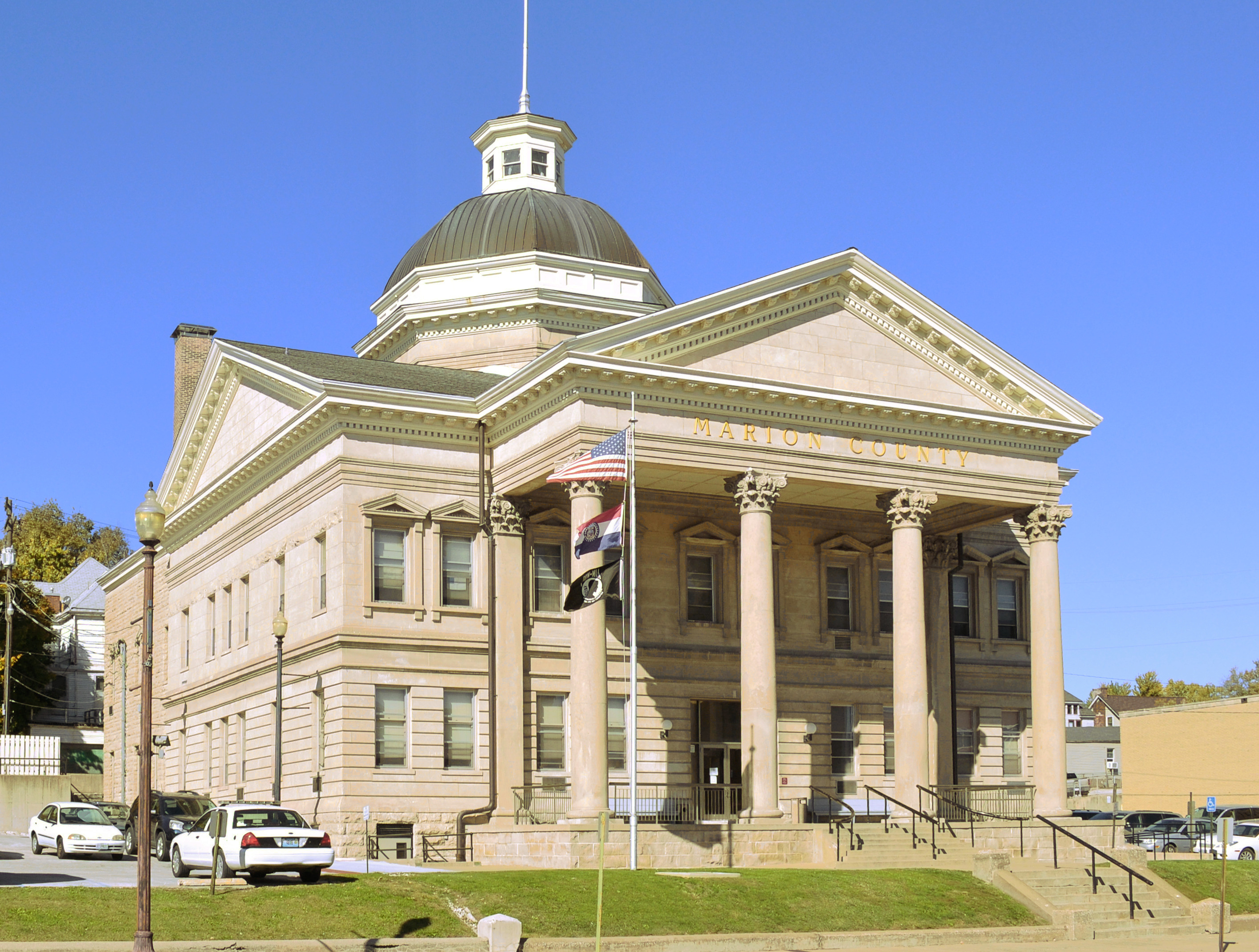
Здание суда округа Марион

В Ханнибале находится одно из зданий суда округа Марион, второе — в Пальмире.

## Образование
Средняя школа основана в 1896 году. Нынешнее здание было построено в 1932 году. Поблизости находится промежуточная школа. В Ханнибале пять начальных школ.
Частный христианский Университет Ханнибал-Лагрейндж был основан в 1858 году в Лагрейндже. В 1928 году кампус был перемещен в Ханнибал.
В Ханнибале расположен филиал Регионального местного колледжа Моберли. Кампус находится в здании, используемом компанией AT&T.

## Медиа
В городе выходит ежедневная газета Hannibal Courier-Post.

## Транспорт

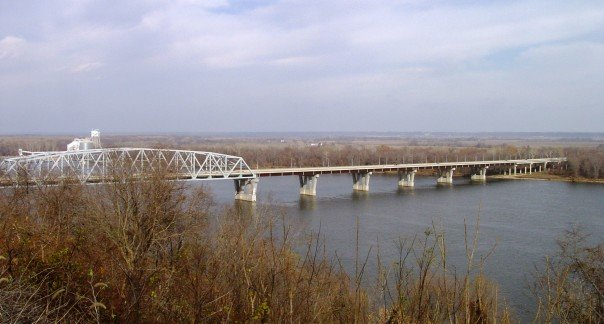
Мемориальный мост Марка Твена, открытый в 2000 году

В 2000 году построен новый Мемориальный мост Марка Твена. Он заменил мост, который был открыт в 1936 году.
Региональный аэропорт Ханнибала получил в 2003 году название Уильям П. Лир Филд в честь изобретателя Уильяма Лира, основателя Learjet. Аэропорт расположен в шести километрах к юго-западу от города и имеет одну взлётно-посадочную полосу.
Железная дорога BNSF Railway связывает Ханнибал с агломерацией Четыре города на севере и Сент-Луисом на юге. Норфолкская южная железная дорога связывает с Канзас-Сити на западе и со Спрингфилдом в штате Иллинойс на востоке.

## Упоминания
- В начале XX века в «Энциклопедическом словаре Брокгауза и Ефрона» так описывался этот город[4]: Аннибал — город сев.-америк. штата Миссури, с населением в 11 074 жит. (1880), лежит на западном берегу Миссисипи, в 211 км от Сан-Луи, вверх по течению, является важным узловым пунктом железнодорожного сообщения и получает особенное значение благодаря своему мосту, построенному через Миссисипи. А. служит станцией линии Миссисипи — Балле и восточным исходным пунктом жел. дор. Аннибал — Сен-Жозеф-Миссури — Канзас и Техас и одним из западных конечных пунктов дорог Толедо: Западно-Вабашской и Чикаго — Бурлингтон и Кинси. Как торговый центр, А. беспрерывно развивается; наиболее значительные обороты он производит лесом, табаком, рожью и свининой. Из общественных зданий заслуживает особенного внимания оперный театр, сооруженный в 1882 году.
- В 1935 году Илья Ильф и Евгений Петров во время своего путешествия по Америке, впоследствии описанного в книге «Одноэтажная Америка», посетили город Ханнибал и, в частности, дом Марка Твена.

Выйдя утром из туристгауза, мы увидели маленький, старый и совсем небогатый городок. Он красиво лежит на  холмах,  спускающихся к Миссисипи. Подъемы и скаты здесь — совсем как в волжском городке, стоящем на высоком берегу. Названий уличек мы не узнавали, но, казалось, они называются так же, как волжские улицы — Обвальная или Осыпная (Пискунова). Вот он какой — город Ганнибал, город Тома Сойера и Гека Финна.
Город упомянут также как место рождения полковника Шермана Поттера в телесериале «МЭШ». И как место рождения Джо Харди, персонажа классического бродвейского мюзикла «Чёртовы янки». Одна из песен в мюзикле называется Shoeless Joe from Hannibal, Mo.

## Известные люди
Уроженцами Ханнибала были: 
- американский художник Джеймс Кэролл Беквит (1852—1917), среди работ которого есть и портрет Марка Твена;
- Маргарет Браун (1867—1935), известная как «непотопляемая Молли Браун», одна из выживших при крушении «Титаника»;
- певец, музыкант и актёр озвучивания Клифф Эдвардс (1895—1971);
- изобретатель Уильям Лир (1902—1978);
- тренер НБА Коттон Фицсиммонс (1931—2004).